# Baeomycetaceae
Famille
Les Baeomycetaceae sont une famille de champignons ascomycètes. Il s'agit de lichens au thalle encroûtant associés à des algues vertes. L'organe de la reproduction sexuée est une apothécie le plus souvent portée sur un pédoncule. La famille comporte actuellement moins de 20 espèces.

## Liste des genres
Selon Catalogue of Life (15 février 2024) :
- Ainoa
- Anamylopsora
- Baeomyces
- Ducatina
- Parainoa
- Phyllobaeis